# 제임스 크로퍼드 (스키 선수)
제임스 크로퍼드(영어: James Crawford, 1997년 5월 3일~)는 캐나다의 알파인 스키 선수이다. 올림픽에 2회 참가했으며 2022년 동계 올림픽 남자 복합 종목에서 동메달을 획득했다.